# The Three Christs of Ypsilanti
The Three Christs of Ypsilanti ("Ba vị Chúa ở Ypsilanti") là cuốn sách ghi lại một nghiên cứu trường hợp về tâm thần của Milton Rokeach. Tác phẩm nói về thí nghiệm dài hai năm của ông với một nhóm ba bệnh nhân bị mắc chứng tâm thần phân liệt hoang tưởng ở bệnh viện Ypsilanti State, Ypsilanti, Michigan. Cuốn sách mô tả chi tiết những tương tác giữa ba bệnh nhân - Clyde Benson, Joseph Cassel và Leon Gabor, lần lượt khoảng 70, 50 và 40 tuổi. Ba bệnh nhân này có chung một niềm tin: tự cho mình là Jesus Christ.

## Tóm tắt
Ý tưởng của Rokeach xuất phát từ một bài báo trên Tạp chí Harper's, nói về hai người phụ nữ cùng tin rằng mình là Maria. Họ được chỉ định ở chung phòng tại bệnh viện tâm thần, và một trong hai người đã được xuất viện sau khi khỏi chứng ảo tưởng nhờ trò chuyện với người kia. Ông cũng bị ảnh hưởng bởi bài luận Về Tội ác và Trừng phạt của Cesare Beccaria nói về Simon Morin, người được cho là đã được chữa khỏi theo cách tương tự.
Vì mục đích nghiên cứu về hệ thống các niềm tin hoang tưởng, ông đã tập hợp ba người đàn ông tự nhận mình là Jesus Christ và cho họ đối mặt với nhau bằng những tuyên bố mâu thuẫn, đồng thời khuyến khích họ tương tác cá nhân nhằm hỗ trợ lẫn nhau. Ông cũng cố gắng thao túng các khía cạnh khác trong sự hoang tưởng của họ bằng cách tạo ra thông điệp từ các nhân vật tưởng tượng. Như đã hy vọng, ông không làm giảm bớt ảo tưởng của các bệnh nhân, mà ghi chép lại một số thay đổi trong niềm tin của họ.
Ban đầu, ba bệnh nhân tranh cãi về việc ai mới là vị thánh cao cấp hơn, đến mức đánh nhau. Sau đó, Benson cho rằng hai người kia đã chết và được điều khiển bằng máy móc, còn Cassel lại nói hai người còn lại là những bệnh nhân trong bệnh viện tâm thần.
Trong ba tuần đầu, những cuộc gây gổ diễn ra thường xuyên, nhưng trong phần còn lại của thí nghiệm, phần lớn các cuộc đối thoại đều khá lịch sự, dù vô nghĩa. Điều duy nhất không thay đổi là niềm tin của mỗi người: thay vì nhận ra sự thật, họ bảo vệ ảo tưởng của mình bằng mọi giá.
Các sinh viên cao học cùng nghiên cứu với Rokeach đã bị chỉ trích mạnh mẽ vì tính đạo đức của dự án, sự lừa dối và thao túng của Rokeach, cùng sự đau khổ của các bệnh nhân.
Ông đã thêm một nhận xét trong lần tái bản có sửa đổi cuối cùng rằng, dù thí nghiệm không chữa khỏi bất kỳ vị Chúa nào, nhưng "nó đã chữa cho tôi khỏi ảo tưởng thần thánh rằng tôi có thể khiến họ từ bỏ niềm tin của mình."
Cuốn sách là nguồn cảm hứng cho bài hát 'Ypsilanti' trong album đầu tay No Passion All Technique của ban nhạc Detroit Protomartyr.

## Các phiên bản
Ba vị Chúa ở Ypsilanti được xuất bản lần đầu tiên vào năm 1964. Sau đó, Rokeach nghĩ rằng nghiên cứu của mình đã thao túng và phi đạo đức, và đưa ra lời xin lỗi trong lời bạt của ấn bản năm 1984: "Ngay cả trên danh nghĩa khoa học, tôi cũng thực sự không có quyền đóng vai Chúa và can thiệp vào cuộc sống của họ hết ngày này qua ngày khác." Cuốn sách được New York Review Books tái bản vào năm 2011.

## Phim chuyển thể
Bộ phim hài đen Ba vị Chúa, với các diễn viên Peter Dinklage, Richard Gere, Walton Goggins, Bradley Whitford và do Jon Avnet đạo diễn, đã được phát hành vào ngày 12 tháng 9 năm 2017.